# Annona quinduensis
Annona quinduensis är en kirimojaväxtart som beskrevs av Carl Sigismund Kunth.
Annona quinduensis ingår i släktet annonor och familjen kirimojaväxter. Inga underarter finns listade i Catalogue of Life.